# Hylaeus brevior
Hylaeus brevior är en biart som först beskrevs av Cockerell 1918.  Hylaeus brevior ingår i släktet citronbin, och familjen korttungebin. Inga underarter finns listade i Catalogue of Life.

## Bildgalleri

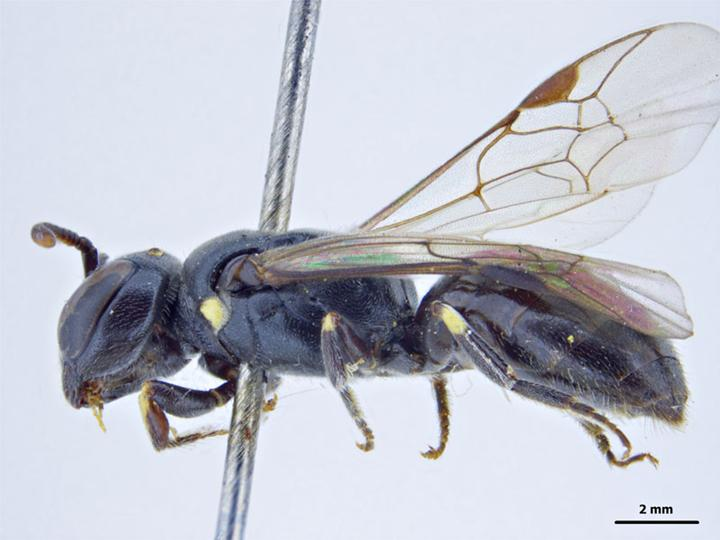
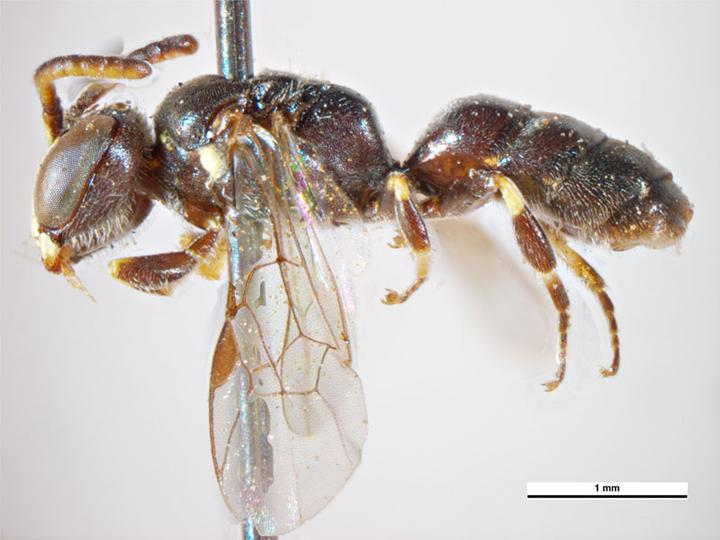